# Tytthocope laktionovi
Tytthocope laktionovi is een pissebed uit de familie Munnopsidae. De wetenschappelijke naam van de soort is voor het eerst geldig gepubliceerd in 1946 door Eupraxie Fedorovna Gurjanova.